# Acra
Acra (ebraică עַכּוֹ, Akko; arabă عكّا, Akkā), denumit în epoca elenistică Antiochia tis Ptolemaidos (greacă Αντιόχεια της Πτολεμαΐδος) sau pe scurt: Ptolemaïs, iar în epoca cruciată Saint-Jean d'Acre, este un oraș din vestul Galileei în Districtul de Nord din Israel. Este situat pe coasta Mării Mediterane, la nord-est de golful Akko, la 23 km nord de Haifa. În 2013, populația localității era de 47.397 de locuitori, majoritatea evrei, iar o minoritate arabi.
Acra este unul din porturile cele mai vechi din lume, ale cărui începuturi se pierd în negura epocii bronzului timpuriu. Vreme de generații, a fost un punct cheie pentru controlarea Palestinei sau a Țării Sfinte, deoarece poziția sa pe o zonă largă de coastă permitea un acces prielnic spre restul Galileei și interiorul țării.
A cunoscut perioade de înflorire și de decădere și a trecut prin mâinile multor cuceritori. A cunoscut apogeul când a servit drept capitală a Regatului cruciat al Ierusalimului, în secolul al XIII-lea, și mai târziu ca reședință a lui Ahmed pașa Al Djazzar, la finele veacului al XVIII-lea. În secolul al XIX-lea, însemnătatea sa a scăzut în favoarea orașului Haifa, care i-a luat locul ca port principal în nordul țării. Dezvoltarea sa a fost de atunci cu mult încetinită.
În anul 2001, partea veche a orașului Acra a fost declarată de UNESCO drept loc din patrimoniul mondial. În anul 2008, și locurile sfinte ale religiei bahaiste, aflate la Akko și în Galileea de vest, au fost recunoscute, de asemenea, de către UNESCO ca loc protejat din patrimoniul universal. În oraș și în împrejurimile lui se află Al Bahja, locul cel mai sfânt al religiei bahaiste.

## Diferitele  denumiri ale orașului
Originea numelui Akko e necunoscută. El apare în documente numeroase — egiptene și altele —, în Biblie fiind menționat o singură dată în cartea Judecători 1,31
אָשֵׁר לֹא הוֹרִישׁ אֶת יֹשְׁבֵי עַכּוֹ וְאֶת יוֹשְׁבֵי צִידוֹן וְאֶת אַחְלָב וְאֶת אַכְזִיב וְאֶת חֶלְבָּה וְאֶת אֲפִיק וְאֶת רְחֹב
„Nici Așer n-a izgonit pe locuitorii din Aco, nici pe locuitorii din Sidon, nici pe cei din Ahlab, din Aczib, din Helba, din Afic și din Rehob”—
În tradiția evreiască (în tratatul Shkalim din Talmudul palestinean), numele Akko este asociat poruncii lui Dumnezeu, atunci când apele Potopului s-au apropiat de oraș: „Până aici (Ad ko) și nu mai mult”."עד כה תבוא ולא תוסיף" ‏‏
Grecii antici credeau că aici a găsit eroul mitologic Herakles niște ierburi tămăduitoare, adică Ἄκη Ake = „leac”. 
Când dinastia lagidă sau ptolemeică a cucerit orașul, numele i-a fost schimbat în Ptolemais sau Antiohia din Ptolemais (Αντιόχεια από Πτολεμαΐδα), probabil de către Ptolemeu al II-lea Filadelful.
Arabii, care au cucerit localitatea în secolul al VII-lea i-au redat numele antic semitic sub forma Akka عكا.
În vremea cruciadelor creștinii occidentali au numit orașul  Sfântul Ioan din Acra, în cinstea Sfântului Ioan Botezătorul -, respectiv în franceză , engleză și italiană: Saint Jean d'Acre, Saint John d'Acre  sau San Giovanni d'Acri.  Ei au  confundat locul cu localitatea biblică Ekron , în versiunea lor „Accaron”,
Când și-au dat seama de identificarea biblică eronată, cruciații au precizat:
Nonest urbs Accaron, quam quilibet estimat, Accon illa Philistea, Ptolemaida dicitur ista.. (Nu este acest Accon Accaron, cum credeau unii, acela era filistean, acestuia i s-a spus Ptolemais). Denumirea St Jean d'Acre sau Acra este încă folosită în unele limbi europene. După cucerirea orașului de către mameluci i-a fost redat numele de Akka care a fost folosit și în timpul stăpânirii otomane.

## Geografie
Acra sau Akko se află în partea nordică a Șesului Coastei Israelului (Mishor Hahof), la sud mărginindu-se cu așa numitul golf Acra de la extremitatea nordică a golfului Haifa, iar la vest cu Marea Mediterană. Orașul este așezat la șes, distingându-se doar o singură înălțime, la est, - colina Tel Akko (în arabă Tell al Fukhar). Lungimea zonei construite este de 3.5 km de la nord la sud și de 3 km  de la est la vest. În apropierea orașului se află mai multe așezări rurale, între care, la nord -Bustan Hagalil și Shomrat, la sud Eyn Hamifratz și Kfar Masaryk, iar la răsărit - localitatea Jedaida-Makr. Orașul vechi Akko  se întinde pe o mică peninsula de dimensiuni 400|400 m, care desparte Golful Acra de Marea Mediterană. Cartierele orașului modern s-au extins pornind din acest nucleu către nord și către est.

## Istorie

### Perioada feniciană, egipteană și ebraică antică
Numele Aak care apare pe lista tributarilor lui Tutmes al III-lea (sec XVI î.Hr.) ar putea fi o referire la Acra. 
Localitatea antică până la era elenistică  se afla pe colina cunoscută ca Tel Akko. Ea a fost așezată pentru prima oară în epoca bronzului timpuriu, dar a fost părăsită apoi vreme de un mileniu. Când a fost reînnoită în epoca bronzului mijlociu ea a cuprins un oraș fortificat și o cetățuie. Aceasta este perioada în care Acra este menționată în Textele execrațiilor din Egiptul antic.
Orașul canaanean- fenician a ajuns la culmea înfloririi în veacurile al XIV-lea și al XIII-lea  î.H., când poseda un port activ, aflat în legături comerciale cu Ciprul și cu orașele din bazinul Mării Egee. „Akka” e amintită în vremea aceasta în tăblițele cu Scrisorile de la Tell al Amarna și în inscripții găsite în orașul Ugarit.

La începutul epocii fierului s-au așezat pe colină membri ai populației Shardana, unul din așa numitele „Popoare ale mării” dar ulterior au dominat aici din nou fenicienii.
În Biblie, (Judecători 1:31), desi atribuita patrimoniului tribului   Asher, Acra este unul din locurile din care israeliții nu i-ar fi putut alunga pe canaaneni. Potrivit lui Josephus, regele Israelului, Solomon, ar fi stăpânit și aici prin intermediul unui guvernator provincial.  Dar, în principal, orașul a fost cea mai mare partea a timpului afiliat  politic cu Fenicia. În jurul anului 725 î.Hr  Acra s-a alăturat orașelor Sidon and Tir într-o revoltă împotriva lui regelui asirian Shalmaneser V.
Alt rege asirian, Senaherib, a distrus orașul pe la 701 î.Hr., dar localitatea a fost ulterior reconstruită. În vremea stăpânirii persane, începând din jumătatea secolului al IV-lea, nucleul locuit al așezării a început să se mute spre vest, spre Orașul Vechi din vremurile noastre, proces încheiat în epoca elenistică. Colina Tel Akko a fost abandonată la finele secolului al II-lea î.H., deși câteva puține ruine demonstrează locuirea ei și în vremuri mai târzii. Anumite tradiții evreiești menționează  aflarea mormântului lui Amnon, fiul lui David în apropiere de Akko, de asemenea și localizarea în preajmă a mormântului profetesei biblice Dvora.

### Perioada elenistică - Ptolemei, Seleucizi și regatul evreiesc al Hasmoneilor

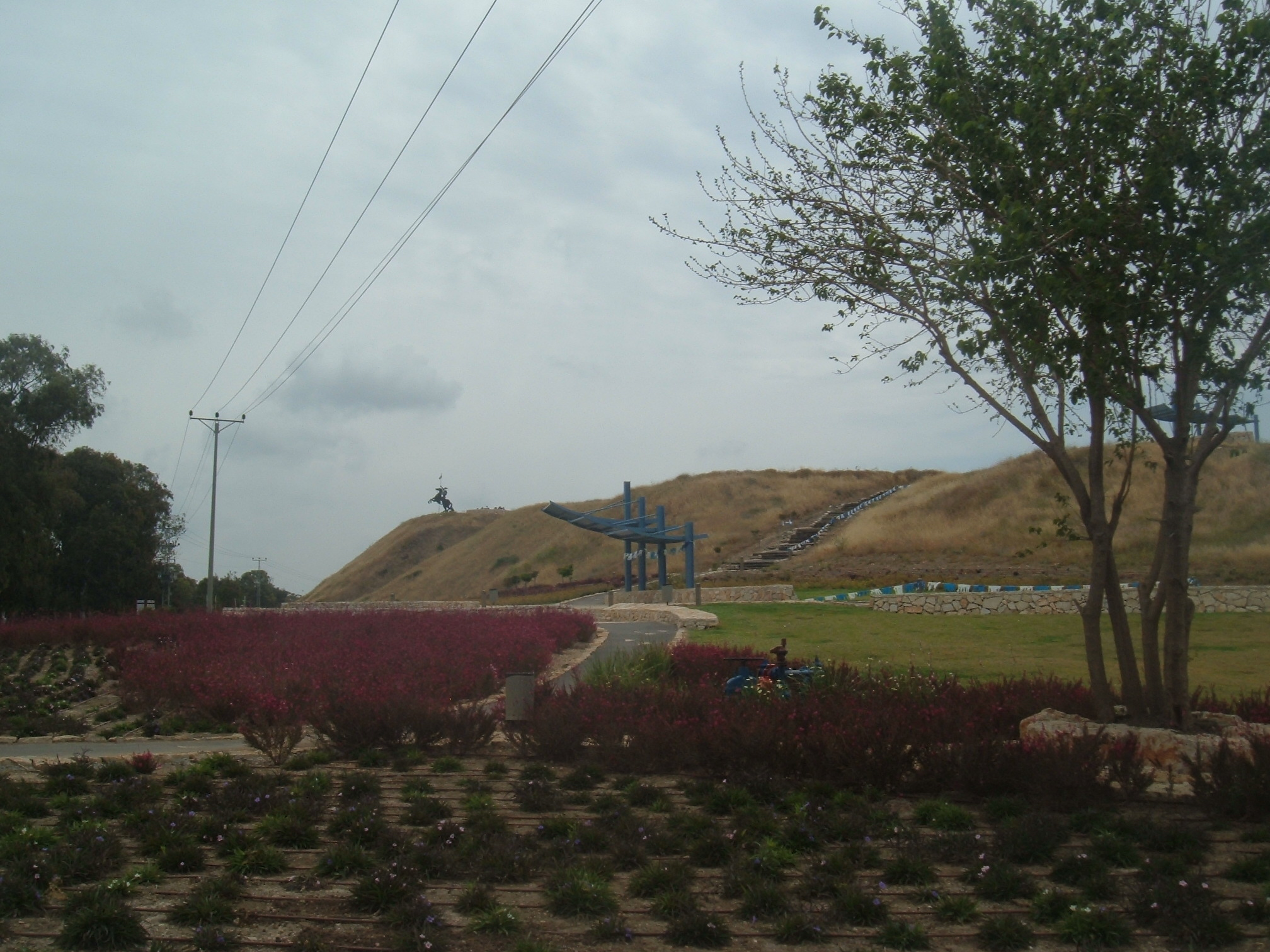
Colina Tel Akko

După ce sub stăpânirea persană ahemenidă, Acra , aflată în vasalitate față de orașul Sidon, a jucat un rol important ca bază militară și navală, jucând un rol în campaniile contra Egiptului, în cea de-a doua jumătate a secolului al IV î.H. a intrat odată cu tot Imperiul persan în controlul lui Alexandru Macedon. 
În secolul al IV -lea, atât sub dominația persană, cât și sub Alexandru cel Mare, s-au bătut aici monede cu inscripții feniciene de aur și argint, 
Preluând denumirea semitică antică a orașului, Grecii preferau să o pronunțe Ake, după cuvântul grecesc care însemna "leac." Potrivit mitologiei grecești, Heracles a găsit aici plante medicinale care l-au ajutat să-și vindece rănile. Josephus, la vremea sa, l-a numit în transcripția sa grecească Akre. Numele orașului a fost schimbat în Antiochia Ptolemais la scurt timp după ce Alexandru cel Mare l-a cucerit.  Denumirea Ptolemais este legată  probabil de Ptolemeu lagidul și Dinastia Ptolemeică care a stăpânit în Egipt și în regiunile limitrofe după împărțirea regatului lui Alexandru.
Începând din anul 261 î.H localitatea a devenit o colonie militară a Regatului ptolemeic egiptean. La finele veacului al II-lea î.H. s-a încheiat procesul de consolidare a așezării urbane în zona de șes dintre colina Tell Akko și coasta marii. Ptolemaida a devenit cel mai însemnat port al Palestinei (Iudeea) antice și unul din orașele cele mai mari din lumea elenistică, având o suprafață de 100 hectare..
După bătălia de la Paneion din 200 î.H., orașul a fost anexat la regatul Siriei Seleucide.
Populația orașului era în cea mai mare parte formată din greci și fenicieni.
În anul 165 î.H conducătorul  evreu Simeon Tarsitul (Shimon Hatarsi sau Thassi), unul din frații Macabei, i-a învins pe elenii Seleucizi în mai multe bătălii în Galileea , iar aceștia au fost nevoiți să se retragă spre orașul Ptolemaida, care a rămas sub controlul lor. În anul 153 i.H pretendentul Alexandros Balas, presupus fiu al lui Antiohos al IV-lea și aflat în război cu Demetrios I pentru coroana Regatului Seleucid, a reușit să cucerească Ptolemaida fără vărsare de sânge. Balas a ajuns la un acord cu      
Ionatan Hasmoneul, prin care a obținut sprijinul militar al evreilor în lupta contra rivalului său. În anul 150 î.H Ptolemaida a fost scena unei reuniuni internaționale deosebite: nunta noului rege seleucid învingător Alexandros Balas cu prințesa Cleopatra Thea, în prezența tatălui acesteia, regele  Ptolemeos al VI-lea. La nuntă a fost invitat și Ionatan Hasmoneul, marele preot al Ierusalimului. 
Dar după moartea lui Alexandros Balas în 145 î.H, războiul civil dintre Seleucizi a reizbucnit, de data aceasta între comandantul rebel Diodotos Trifon, în tabăra căruia se afla Antiohos al VI-lea, copilul defunctului Balas, și Demetrios al doilea, fiul lui Demetrios I. O a treia vizită la Ptolemaida, în scopul unor tratative cu Diodotos Trifon, cu care se aliase, i-a fost fatală lui Ionatan Macabeul. Prin înșelăciune, Trifon l-a luat prizonier  împreună cu toată suita sa. Pe însoțitori i-a omorât de îndată, iar pe Ionatan însuși, mai târziu.  
Autorii gloselor Tosafot la Talmud, susțin că doi dintre conducătorii evreilor din acea perioadă, din rândurile fraților Macabei sau Hasmonei, sunt înmormântați la Akko -Ptolemaida. Se crede că ar fi vorba de Elazar ben Hashmonai, ginerele lui Matityahu, și de Ionatan Macabeul, cel ucis acolo de către Trifon.
Ptolemaida a fost o dată și ținta unei ofensive a regelui evreu Alexander Ionatan Yanay, sprijinit de regina Cleopatra a III-a. Locuitorii au chemat atunci în ajutor pe ex-regele egiptean Ptolemeu al IX-lea care a invadat cu acest prilej Galileea și a cauzat mari distrugeri în regiune.

### În anii protectoratului și ai dominației romane (63 î.H - 395 d.H), apoi bizantine (395-636)

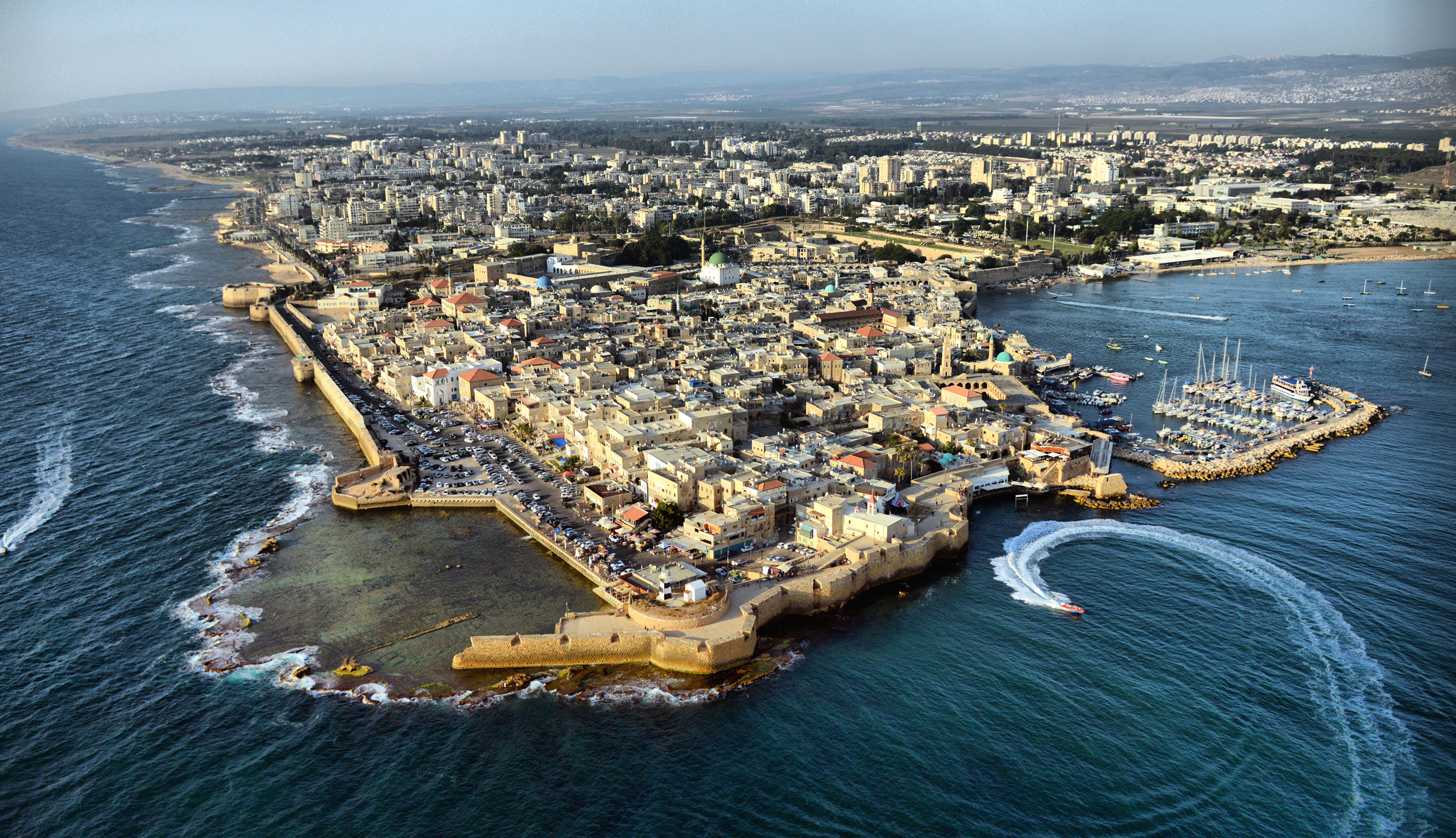
Acra, vedere aeriană dinspre sud

Sub romani localitatea s-a bucurat de autonomie, uneori pe monedele ei figurând și vechiul nume semitic Akko - sub forma grecească AKH.  
Julius Caesar a vizitat cetatea în 47 î.H.. 
Protejatul său, regele Irod cel Mare a zidit în oraș numeroase edificii publice, între care un gymnasium.
Noul Testament relatează cum apostolul Pavel a zăbovit o zi la Ptolemaida în drumul său de la Tyr la Cezareea:
„ „Iar noi, sfârșind călătoria noastră pe apă, de la Tir am venit la Ptolemaida și, îmbrățișând pe frați, am rămas la ei o zi.   
Iar a doua zi, ieșind, am venit la Cezareea...””—Faptele apostolilor 27,7-8 

Orașul a mai fost ocupat de Cleopatra a VII-a a Egiptului și chiar de regele armean Tigran cel Mare (prin 73 î.H), care a luat prizonieră pe suverana seleucidă locală Cleopatra Selene. În vremea împăratului Caligula fruntașii orașului l-au întâlnit în anul pe guvernatorul Siriei, Publius Petronius, pentru a-l implora să renunțe la planul de instalare a unei statui a cezarului la Templul din Ierusalim.
Sub împăratul roman Claudius s-a stabilit în localitate o colonie romană de veterani denumită Colonia Claudii Cæsaris. Portul a fost renovat iar monedele au început să poarte și inscripții în latină. În timpul împăratului Nero pe monedele de aici sta scris „Colonia Ptolemais”.
După izbucnirea în anul 66 d.H. a Marii Răscoale antiromane a evreilor, cunoscută în istorie și ca „Războiul iudeilor”  Gesius Florus a organizat un masacru teribil a circa 2000 de  evrei  din Acra (dupa cifrele indicate de Josephus Flavius), cu colaborarea elenilor din oraș. Prin portul Acra au avut acces în Iudeea legiunile romane în frunte cu Flavius Vespasianus, venite pentru a reprima răscoala, și aici au fost cartiruite forțele care au participat la expediția militară în vederea cuceririi Galileei. Săpături arheologice la nord-vest de Tell Akko au găsit un mare cimitir, utilizat între mijlocul secolului I  și începutul secolului al IV-lea - cimitirul coloniei Claudia Ptolemais. El cuprindea altare și pietre de mormânt, resturi de sacrificii de animale, obiecte de sticlă, monede și bucăți de metal.
Acra a jucat un rol însemnat și în reprimarea 'răscoalei lui Galus. Ca și în războiul iudeilor, romanii au pornit din acest punct spre inima Galileei și i-au supus pe răsculați.
Așa cum s-a menționat, de la cucerirea Canaanului de către triburile lui Israel și până în zilele celui de-al doilea Templu, Acra nu era, în general, considerată a fi un oraș ebraic propriu zis. Opiniile în rândurile evreilor înșiși erau împărțite în legătura cu apartenența localității la Țara lui Israel și în legătură cu aplicabilitatea poruncilor Legii referitoare la Țara Sfântă în cazul acestei localități. 
Una din opinii susținea că frontiera Țării lui Israel trecea prin Acra și că doar o parte din oraș făcea parte din patrimoniul triburilor ebraice, iar o altă parte nu. Conform celeilalte opinii, orașul se afla în întregime în afara domeniului Țării lui Israel, frontiera țării trecând prin zidul de miazăzi al Acrei.
În perioada de după distrugerea Templului din Ierusalim, un număr de evrei au revenit în oraș. Acra e menționată în Talmud de câteva ori. Au trăit aici câțiva din învățații tanaim mai cunoscuți,
ca rabbi Shimon Ben Yehuda "din Kfar Akko" , ucenic al renumitului rabin Shimon Bar Yohay și rabbi Yehuda Ben Agra. În Acra au mai trăit mai apoi și numeroși învățați amoraim, ca de pildă Tanhum Ben Rabbi Hiya și rabbi Abba D'min Akko care îndeplinea și funcții de fruntaș al  comunității locale.  
După divizarea Imperiului Roman în 395 d.Hr. Acra a fost administrată, ca și întreaga Palestină, de către Imperiul Roman de Răsărit, cunoscut și ca Imperiul Bizantin.

### Perioada califilor arabi (636-1104)
După ce armata bizantină a lui Heraclius a fost distrusă de armata musulmană a lui Khalid ibn al-Walid în Bătălia de la Yarmouk și orașul creștin Ierusalim a capitulat în fața califului Umar, Acra a ajuns sub stăpânirea Califatului arab începând din anul 636 sau 638,
Sub Omeiazii din Damasc, califul Muawiyah a folosit instalațiile rămase din vremea bizantinilor și a construit la Akka o flotă destinată cuceririi Ciprului și expedițiilor spre nordul Africii.  
În secolul al IX-lea Akko a ajuns ca întreagă țară în mâinile lui Ahmed Ibn Tulun din Egipt. Ibn Tulun a reconstruit portul și în timpul domniei lui, după spusele geografului arab contemporan Al Muqaddasi, orașul a început să cunoască o perioadă de prosperitate.  
După o scurtă perioadă de reintrare în stăpânirea Bizanțului, Akko intră în veacul al X-lea sub dominația califatului șiit al Fatimizilor cu centrul în Egipt.

### Perioada cruciată (1104-1187 și 1191-1291)- capitala regatului creștin al Ierusalimului (1191-1291)

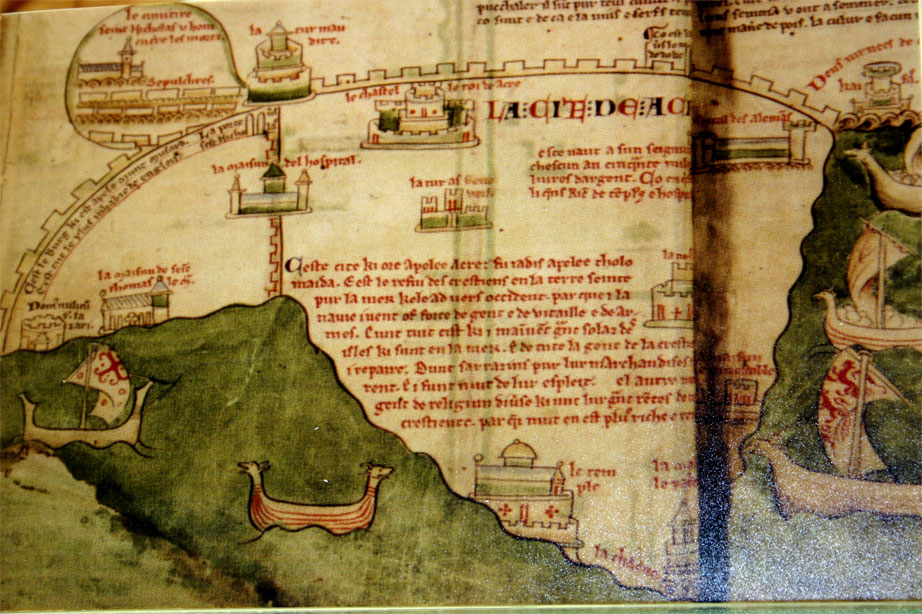
Harta cetății cruciate Accon sau Acre, desenată de Matthew Paris în 1252

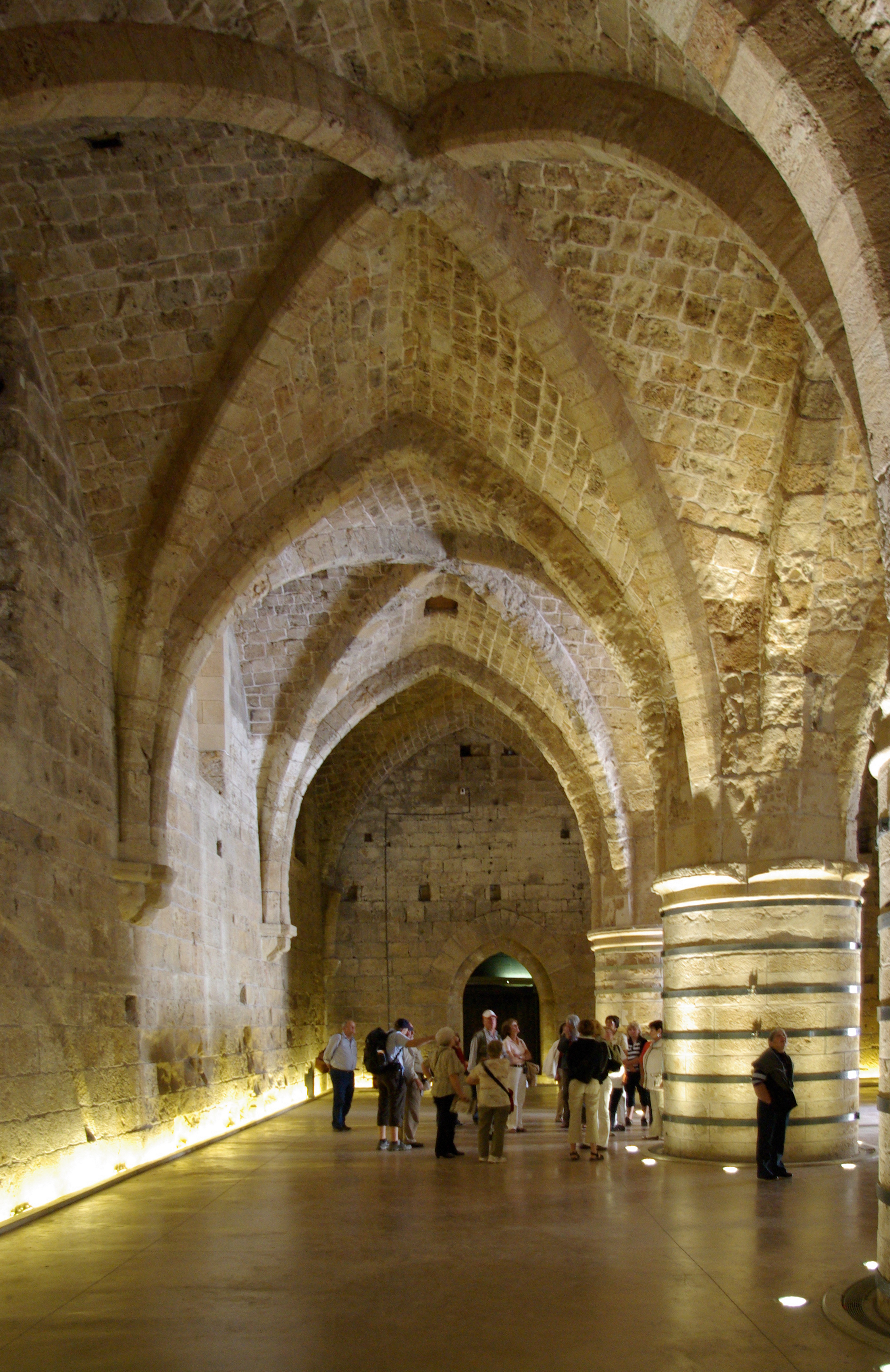
Refectoriul în citadela Cavalerilor Ospitalieri

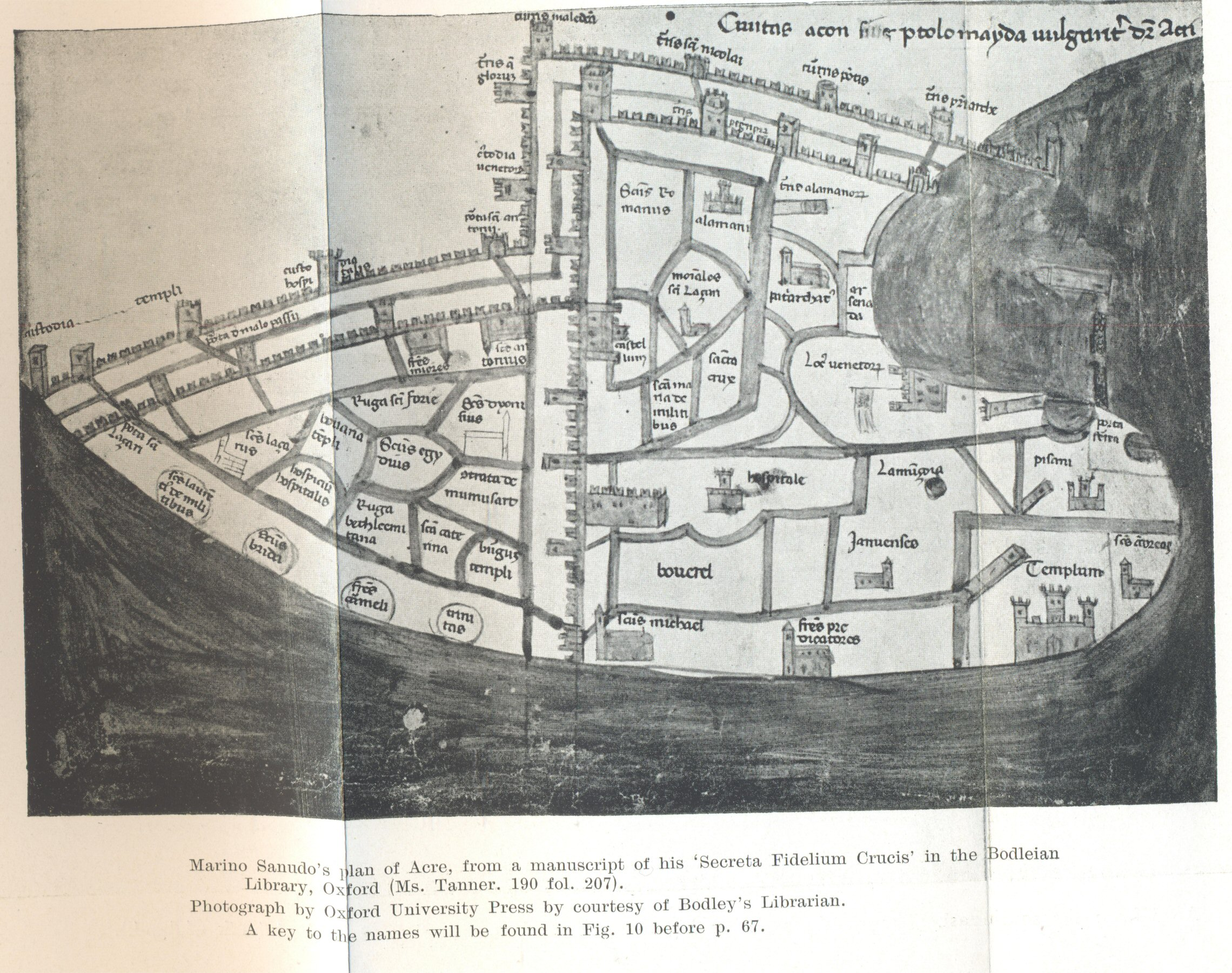
Harta Acrei din 1321, realizată de venețianul Marino Sanuto (Sanudo) cel Bătrân

În anul 1103 Baldovin I, care venise cu prima cruciadă în 1099 și cucerise Ierusalimul devenind primul rege cruciat al Ierusalimului, a constatat că porturile Jaffa și Haifa ce-i stăteau la dispoziție, nu erau suficiente pentru nevoile noului regat și necesitau întăriri cu brațe de muncă din Europa. De aceea , el s-a hotărât, în acel an, să cucerească Akko cu ajutorul flotei genoveze. În acest scop a asediat Akko în două rânduri, în 1103 și în 1104. După al doilea asediu, care a durat douăzeci de zile, în 1104  Akko a fost cucerit. Cruciații l-au transformat în principalul lor port în Țara Sfântă și într-un oraș creștin catolic. La început, noii stăpânitori au numit cetatea Accon și au ridicat în ea fortificații cu ziduri și turnuri care se văd până în zilele noastre. În muncile de construcții au folosit materiale din clădirile zidite în perioadele precedente, ale căror urme au dispărut în mare măsură din această pricină. Ca răsplată pentru sprijinul lor, genovezii au obținut de la Baldovin privilegii deosebite: între altele, li s-a predat spre administrare autonomă unul din cartiere, aflat la intrarea în port, și au fost scutiți de impozite.
În anul 1123 a luat ființă și un cartier venețian, ca răsplată pentru contribuția orașului italian la cucerirea Tyrului în Liban. Privilegiile venețienilor și ale genovezilor au fost ulterior lărgite cu scopul de a mai atrage populație creștină în oraș.
Cartierele, denumite comune, adăposteau instituții publice, foruri administrative sub conducerea unui consul venit din metropolă, și zone auxiliare, comerciale și de servicii. Drepturi similare au fost acordate și orașelor italiene Amalfi și Pisa, de asemenea s-au alocat cartiere ordinelor de cavaleri călugări - Cavalerii Templieri și Cavalerii Ospitalieri.
Salah ad Din a cucerit orașul la 10 iulie 1187. Forțe creștine conduse de Guy de Lusignan, supraviețuitoare ale luptelor grele de la Hattin, l-au asediat în august 1189 cu ajutorul navelor din Pisa și a infanteriei, dar nu au izbutit să-l recucerească.  Salah ad Din a adăugat cetății noi întăriri. Totuși musulmanii l-au pierdut până la urmă în iulie 1191 în fața noilor valuri de cruciați veniți din Europa cu A treia cruciadă și în primul rând, a oștilor lui Richard Inimă de Leu și ale lui Filip cel Frumos, regele Franței, care au schimbat raportul de forțe în favoarea creștinilor. După ce nu reușiseră să elibereze Ierusalimul, cruciații au făcut din Akko capitala Regatului lor, numit în continuare „Regatul Ierusalimului”. Ea a rămas capitală vreme de un secol, până în anul 1291. 
Orașul s-a extins în această perioadă spre nord și i s-a adăugat un teritoriu în formă de triunghi, denumit Mont Musard.
În anul 1229 Cavalerii Ospitalieri , cunoscuți și ca Ioaniți, au obținut controlul în oraș. De aceea orașul a început să fie numit Sfântul Ioan din Acra, Saint  Jean d'Acre. Au fost reluate mari lucrări de construcții, în jurul portului s-a deschis un cartier comercial foarte activ, orașele italiene și-au reclădit cartierele și recăpătat privilegiile. Cu cei circa 50 000 locuitori ai săi, Akko a devenit principala urbe creștină al Levantului.

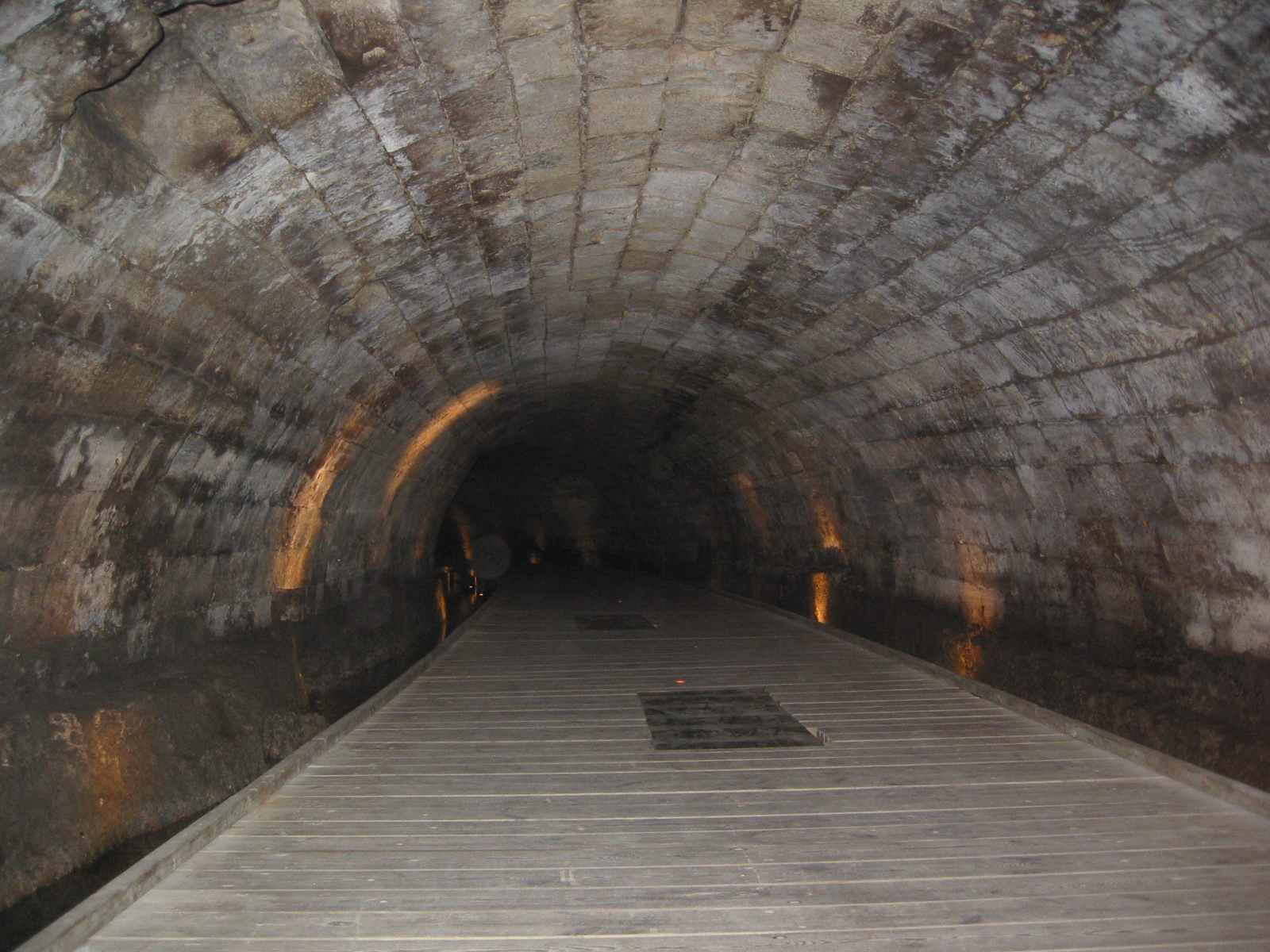
Tunelul templierilor la Acra

Curând însă, rivalitatea dintre metropolele italiene, mai ales dintre Genova și Veneția, a deviat de-a dreptul într-un conflict armat care a semănat distrugeri repetate în localitate. Conflictul a culminat, la 24 iulie 1258 cu o bătălie navală în golful Akko, care s-a încheiat cu victoria Veneției și cu abandonarea orașului de către genovezi.
În vremea dominației cruciate s-a reconstituit în Akko și o însemnată comunitate evreiască. În anul 1165 prin Akko a ajuns în Palestina renumitul rabin, filosof și medic Moshe Ben Maimon, cunoscut ca Maimonide, care a și locuit în oraș vreme de  jumătate de an. În perioada șederii sale la Akko, Maimonide a legat o relație strânsă cu rabinul local Yefet și ulterior a menținut cu acesta o corespondență, după ce s-a întors în Egipt. În anul 1211, în cadrul a cea ce s-a numit „imigrația Tosafiștilor” (Baaley Tosafot) au ajuns în oraș și alți rabini renumiți , printre care Shimshon Ben Avraham din Sens și Yehonatan din Lunel. Începând din 1258, cel mai important din rabinii evreilor din Franta, Rabbenu Yehiel din Paris, și-a transferat ieșiva de la Paris la Akko, ca urmare a ceremoniei de ardere a cărților Talmudului organizate în capitala franceză . După moartea sa în 1266 conducerea ieșivei "DeParis", a fost preluată de rabbi Moshe ben Nahman, cunoscut ca Ramban sau Nahmanides.  Și astfel, în acei ani din veacul al XIII-lea, a ajuns comunitatea evreiască din Akko să fie una din cele mai importante din lumea iudaică, în Palestina și în afara ei. Cucerirea mamelucă în 1291 a pus capăt înfloririi  ei, ea dispersându-se în mare parte și pierzându-și importanța.
Sfârșitul prezenței cruciate în Acra, unul din ultimele orașe stăpânite de ei în Țara Sfântă, a fost consecința unu asediu sângeros din partea mamelucilor în 1291.

### Perioada otomană

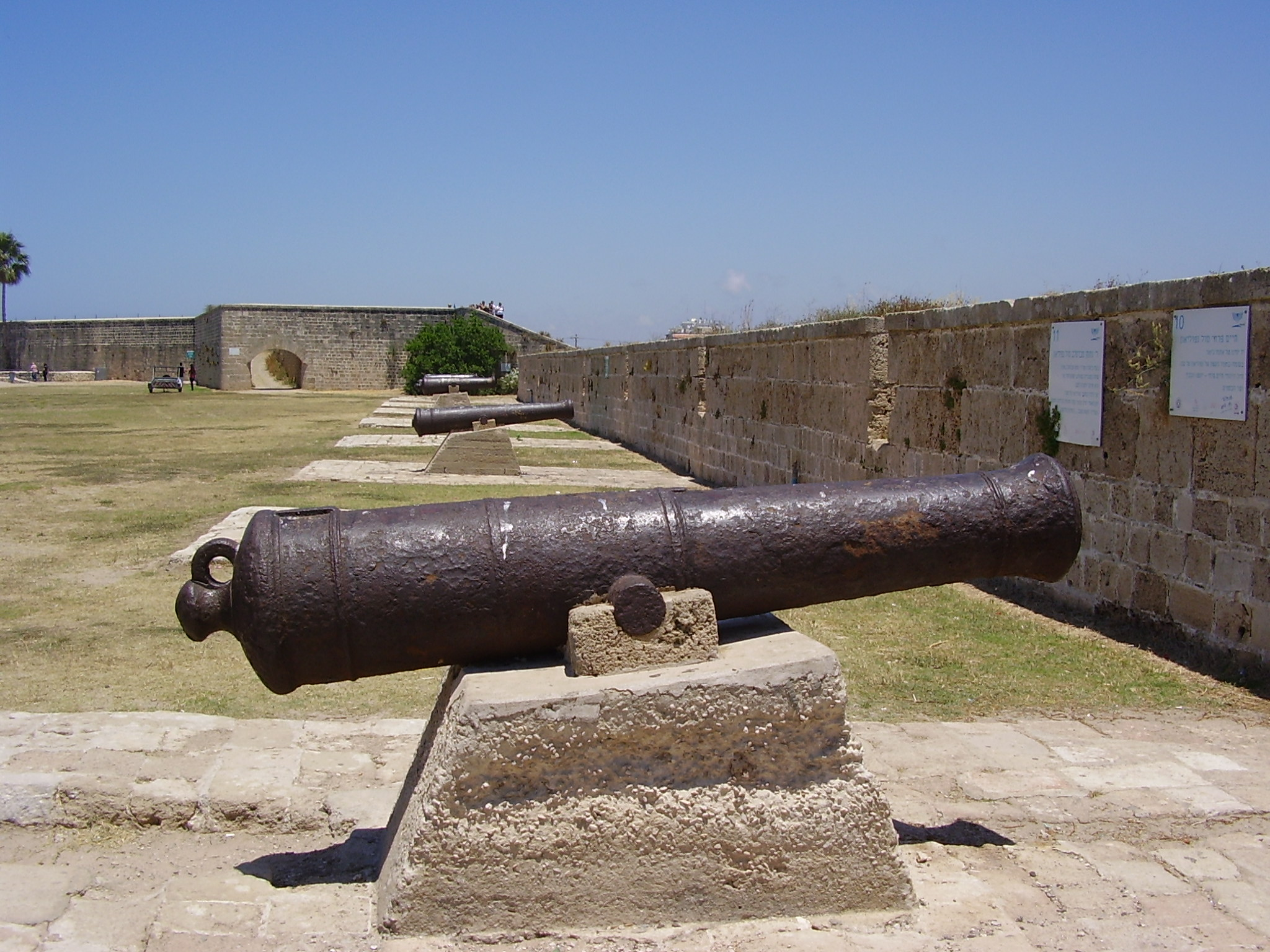
Tunuri pe cetatea Acra

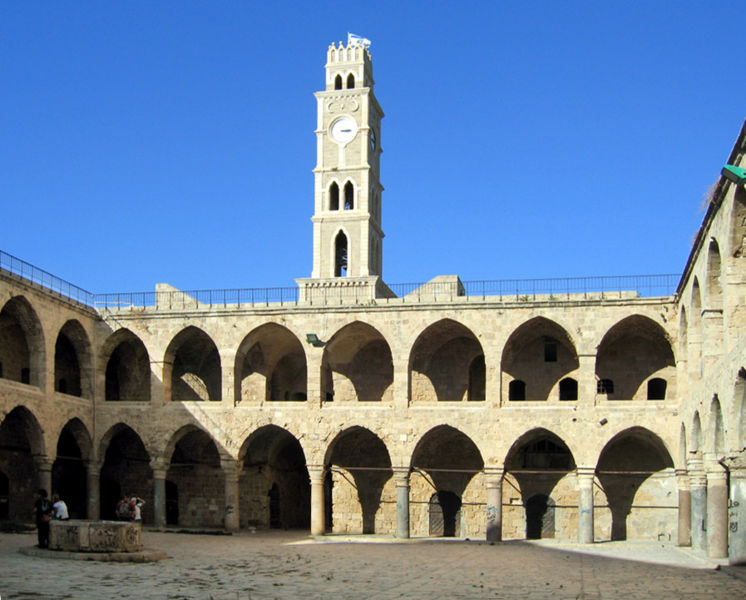
Khan al Omdan la Acra

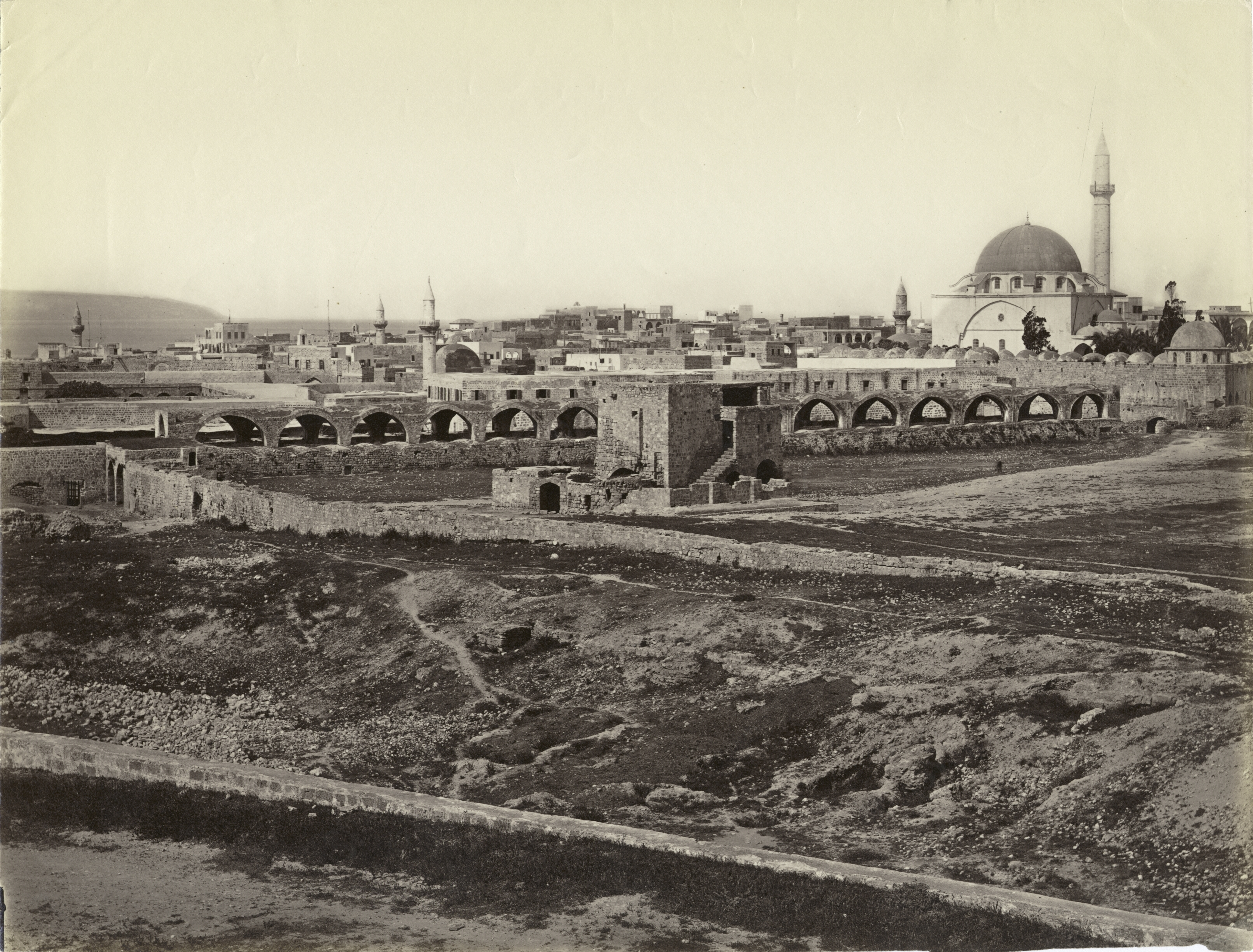
Acra - Akka în ultimul sfert al secolului al XIX-lea, în centru - bazarul alb, iar la dreapta Moscheea Al Djazzar

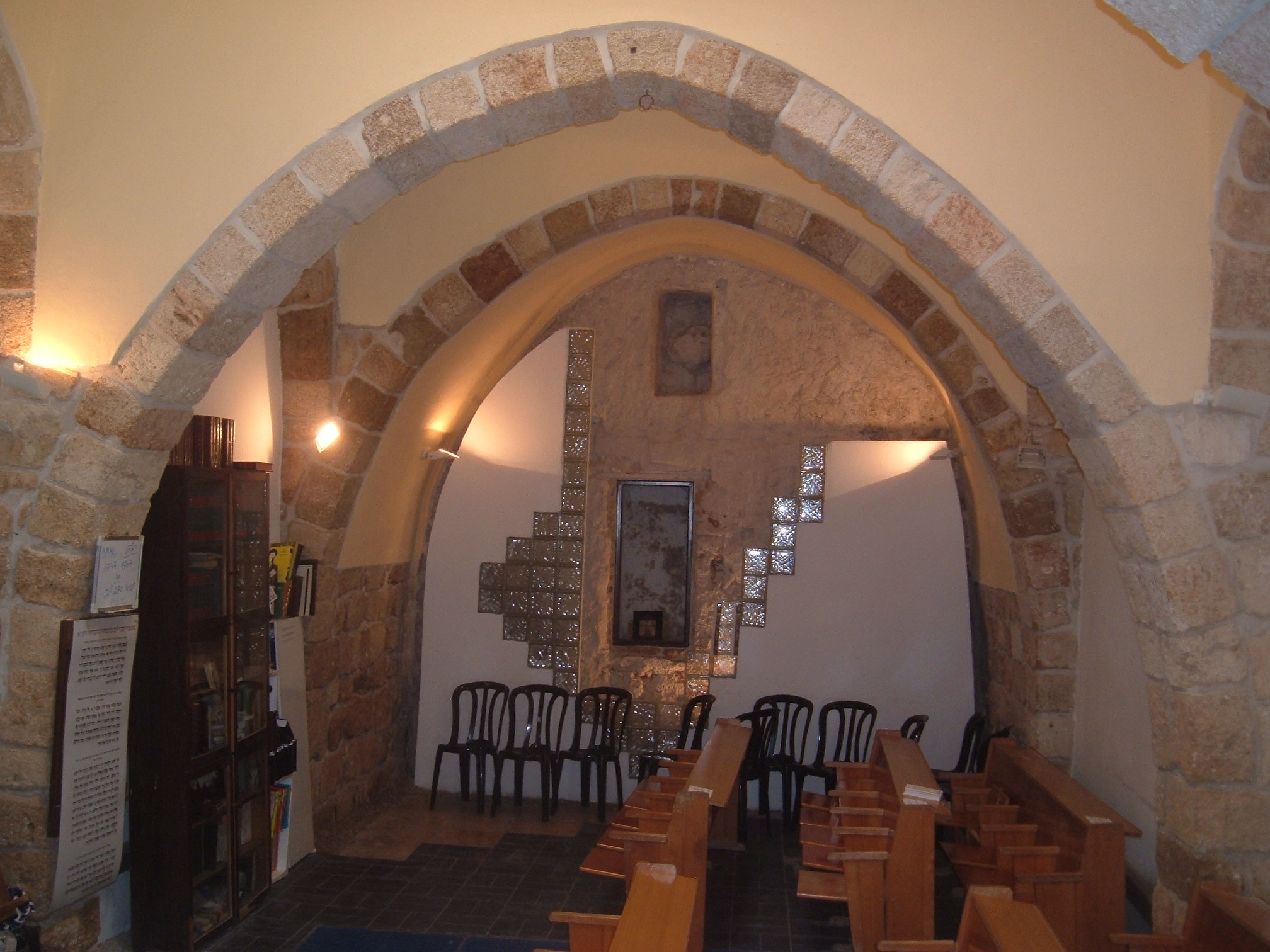
Sinagoga Ramhal din Acra, restaurată

În vremea sultanului Selim I, în 1517 Otomanii au capturat orașul, după care el a început să decadă. Henry Maundrell în 1697 l-a găsit în ruine cu excepția unui caravanserai ocupat de câțiva negustori francezi, o moschee și câteva barăci.
La începutul secolului al XVII-lea Acra a fost anexată pentru o scurtă vreme la emiratul druz libanez al lui Fahr ad-Din al Doilea, care a primit cu simpatie reașezarea de creștini în localitate. 
În 1741 au sosit la Acra și un grup de evrei în frunte cu rabinul Haim Ben Attar, poreclit „Or Hahaim” („Lumina Vieții”, după titlul cărții pe care a scris-o), însoțit de cele două soții și de elevii săi, între care cel ce i-a scris mai apoi biografia, Rabi Ishmael Misangoiti. Ei au înființat o ieșiva numită „Kneset Israel” pe locul fostei sinagogi „Ramhal”. După un an Haim Ben Attar s-a mutat, împreună cu ieșiva, la Ierusalim . În 1743 s-a instalat la Akko un alt învățat evreu de renume în acea vreme, rabinul și cabalistul Moshe Haim Luzzatto, împreună cu soția sa, Tzippora, fiul lor și câțiva învățăcei. Luzzatto fusese excomunicat de un număr de rabini din Italia și Olanda care îl considerau eretic. El a cunoscut la Akko câțiva ani de liniște, în anul 1747 căzând victimă unei epidemii, împreuna cu soția, fiul și alții. Ei au fost înhumați la poalele dealului Akko, dar după unele surse, la Kfar Yassif.
Până la mijlocul secolului al XVIII -lea orașul s-a despopulat și a fost în paragină.
Către sfârșitul secolului al XVIII-lea localitatea a renăscut sub stăpânirea șeicului beduin din Galileea, Daher al-Omar, care a dominat regiunea până la moartea sa în 1775. Urmașul său la conducere, ofițerul otoman de origine bosniacă Ahmed Djazzar Pasha, care fusese numit guvernator al Damascului și-a stabilit sediul la Akka, a reabilitat orașul și l-a fortificat. El a amenajat un apeduct care a aprovizionat localitatea cu apă din zona Kabri. De asemenea a ridicat marea moschee care îi poartă numele, „Al Djazzar”, hanul Al Omdan și baia rituală Hammam al Basha. În anul 1791 Djazzar i-a alungat pe negustorii francezi ,în ciuda protestelor guvernului francez și a refuzat primirea unui consul francez.
În anul 1799 Napoleon, urmând scopul de a trezi o rebeliune generală a arabilor din regiune împotriva turcilor, a apărut înaintea Acrei și a asediat-o. În cursul asediului și-a așezat artileria pe Dealul Acra, care a fost denumit de aceea, mai apoi, Dealul Napoleon (în ebraică Ghivat Napoleon). După două luni de asediu (martie-mai) Napoleon a fost nevoit să renunțe în fața turcilor ajutați de marinarii britanici conduși de amiralul Sir William Sidney Smith, de rivalul francez Antoine de Filippo și de luptători aduși de sfetnicul evreu Haim Farhi.
Djazzar pașa a fost urmat de adjunctul său Suleiman pașa, care a condus orașul până ce a murit în 1819. Sfetnicul și omul de afaceri evreu Haim Farhi care servise și pe Djazzar pașa, s-a străduit să obțină prin daruri la Înalta Poartă, numirea în fruntea orașului a lui Abdallah pașa, fiu al lui Ali pașa, care fusese adjunctul pașalei decedate. Abdallah Pașa l-a răsplătit apoi, executându-l prin strangulare. În 1821 Frații lui Farhi cu o oaste turcească au încercat în zadar să cucerească orașul. Orașul a continuat să prospere sub stăpânirea lui Abdallah pașa până în 1831.
În acel an egiptenii sub comanda lui Ibrahim Pașa, fiul viceregelui Mehmed Ali, au asediat orașul și l-au cucerit la 27 mai 1832, producând multe distrugeri. Abdallah pașa a fost luat prizonier în Egipt, iar orașul a fost administrat de egipteni până în 1840. În timpul Crizei Orientale din 1840 la 4 noiembrie Acra a fost bombardată de forțe aliate britanice, austriece și franceze. După explozia produsă într-un depozit de muniții care a costat viața a peste 2000 de oameni, trupele egiptene s-au retras din oraș. În anul următor localitatea a fost redată turcilor. Ea fost declarată capitală a sandjakului Akka, partea a vilayetului Sidon. Dar pagubele mari aduse orașului, portului și zidurilor în anul 1840 s-au resimțit multă vreme. În 1864 orașul a fost anexat la vilayetul Siria (Sham), iar în anul 1888 la vilayetul Beirut, fondat în acel an.   
În anul 1863 mai marii orașului a făcut eforturi pentru a-l, și a-l restaura și a-l ridica la standarde vestice. Au fost lărgite drumurile principale, s-au amenajat trasee pentru trăsuri, și s-au adoptat legi care interziceau aruncarea gunoiului în ulițe.
În acea perioadă, în  anul 1868  a ajuns la Akka Baha Ullah, predicator de seamă al noii credințe bahaiste, care fusese surghiunit din țara sa natală, Persia.  El a fost, însă, închis de autorități în citadelă vreme de doi ani. Când a fost pus în libertate în anul 1870. el a decis să se stabilească aici. Baha Ullah a murit la Akka în 1892. Datorită lui, Akka a devenit la finele secolului al 19-lea  unul din orașele sfinte ale bahaismului. Urmașul lui Baha Ullah,la conducerea acestei comunități, Abdul Bahaa, a continuat întărirea ei la începutul veacului următor.
În cursul Primului război mondial,Acra a fost ocupată de armata britanică la 24 septembrie 1918.

### Mandatul Britanic
Sub administrația britanică a Palestinei, Acra a devenit capitală a plasei Acra în cadrul districtului Galileea. Orașul s-a extins dincolo de ziduri, dar dezvoltarea lui economică a fost frânată, deoarece Haifa vecină a devenit principatul port al țării. În 1918 la începutul mandatului britanic orașul a numărat 6,500 locuitori, dintre care 100 evrei, iar restul arabi. În cursul al patrulea val de imigrare evreiască în Palestina, („aliaua a patra”), au ajuns și la Acra câteva grupuri de imigranți evrei, ca de exemplu grupul Zifzif, pescari evrei din Salonic și de la Marea Neagră. În anii 1925-1929 numărul evreilor a crescut cu câteva sute de procente. Însă revolta arabă din 1929 a făcut guvernământul britanic să hotărască evacuarea evreilor din Acra. Între evreii care au trăit la Acra se număra Yehiel Weizmann, tatăl viitorului general Ezer Weizmann, mai târziu președinte al Israelului, părinții scriitoarei Lea Naor și alții. După izbucnirea celui de al Doilea Război Mondial aviația regală britanică a înființat la est de Acra (în apropiere de kibuțul Shomrat de astăzi) un aerodrom militar RAF St Jean, care a servit și aviația militară americană în timpul luptelor din Nordul Africii.
La terminarea războiului, în 1945. locuiau la Acra 12,360 locuitori, din care 50 evrei.
În vremea mandatului britanic citadela Acra a servit drept închisoare și platou de execuții. Aici au fost închiși, între alții renumitul conducător sionist Zeev Jabotinski, precum și Shlomo Ben Yossef care a fost cel dintâi dintre evreii executați, ca pedeapsă pentru un atentat terorist. Muhtarul evreu din Acra, Avraham Tzuri, a dat un sprijin moral deținuților politici evrei, găzduindu-i sâmbăta și de sărbători.
La 4 mai 1947, membri ai organizației evreiești paramilitare „Etzel” au atacat citadela Acra pentru a-i elibera pe deținuții politici evrei aflați acolo.  
Ei au izbutit sa elibereze 27 deținuți, 20 din Etzel, și 7 din gruparea Lehi (Stern). 9 dintre luptătorii evrei au căzut uciși. iar 5 au fost prinși.
Asaltul asupra închisorii Acra a șocat opinia publică britanică, care aștepta cu nerăbdare încheierea mandatului asupra Palestinei.

### Războiul arabo-israelian din 1948-1949

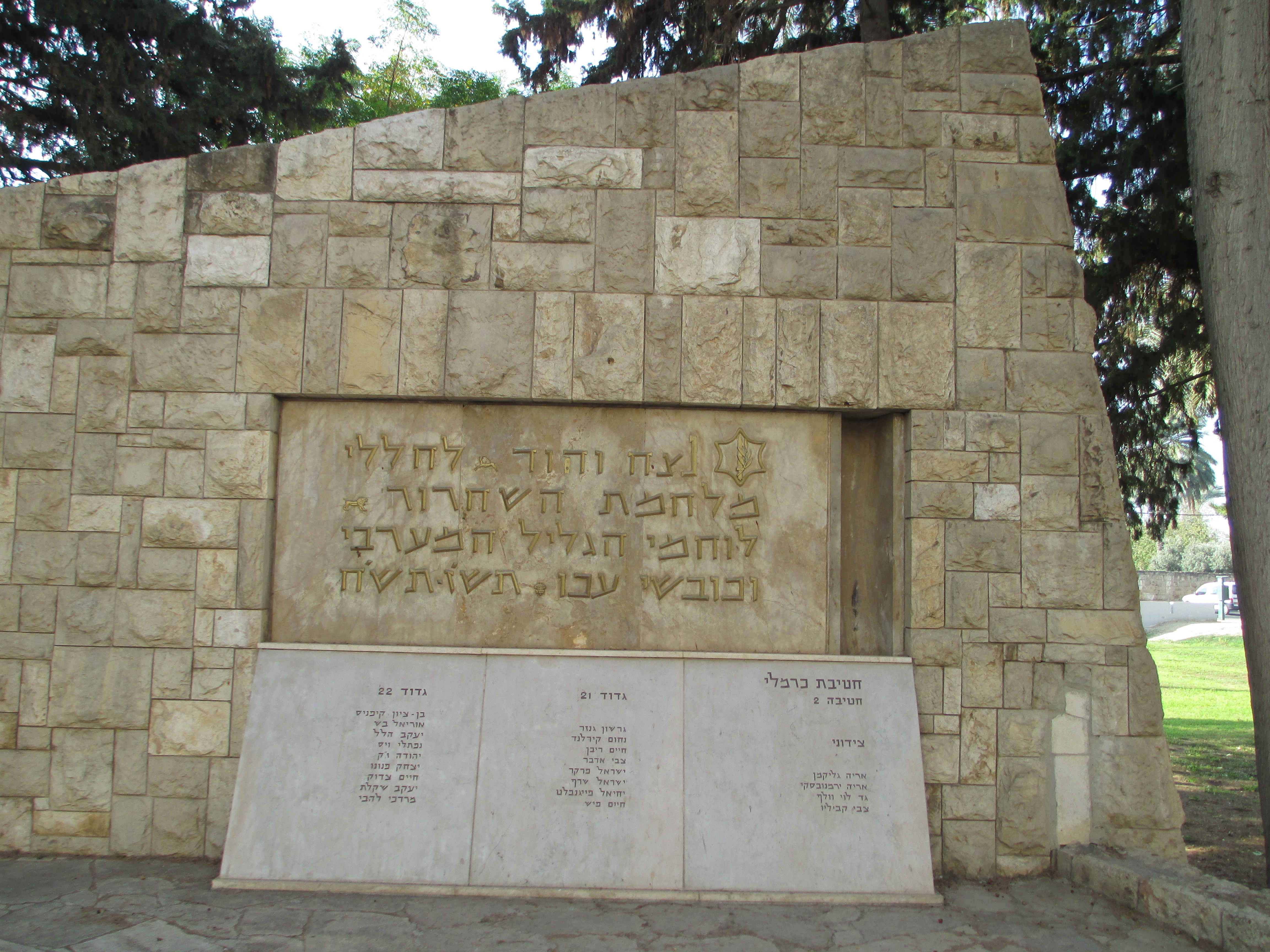
Memorialul Războiului de independență al Israelului aflat la Acra

Potrivit planului de împărțire a Palestinei mandatare adoptat de O.N.U. Acra urma să facă parte din statul arab palestinian care trebuia să ia ființă. Aceasta a întărit sentimentul de siguranță al locuitorilor arabi în primele luni ale conflictului declanșat în țară și la plecarea locuitorilor evrei. Orașul era condus de un „Comitet Național Arab” moderat, care conform planului inițial britanic, urma să preia administrația orașului din mâinile puterii mandatare.
Legătura dintre Haifa și așezările din Galileea de vest trecea prin Acra.
Arabii au atacat transporturile evreiești la trecerea prin oraș și în acest fel au impus o blocadă asupra așezărilor evreiești de la nord de Acra.
Pe de altă parte, drumul spre Haifa trecea prin teritoriul localităților evreiești cunoscute ca Krayot, și un atac asupra unui vehicul evreiesc era urmata de un atac asupra unui transport al arabilor spre Acra și în felul acesta au fost perturbate și comerțul și viața economică a Acrei arabe. La început conducători arabi moderați au încercat prin mediere britanică să negocieze cu evreii pentru a evita atacuri reciproce și au obținut un acord de neagresiune care a fost respectat doar câteva săptămâni. Agravarea ostilităților militare în țară a dus la întărirea celor cu poziții extremiste din rândul localnicilor arabi. La 17 martie 1948 a izbucnit un incident între  Comitetul Național Arab din Acra și reprezentanți ai Haganá (principală forță paramilitară a evreilor) care au refuzat să permită gărzilor arabe de la un punct de control să caute arme în camioane evreiești care se îndreptau spre nord.   
La 18 martie 1948 patru lucrători evrei ai Companiei Electrice a Palestinei au plecat de la Haifa pentru a repara linii electrice deteriorate în apropiere de Acra. Ei au călătorit într-un automobil blindat însoțit în față și în spate de câte un car blindat britanic. Arabi din Acra au pregătit o ambuscadă. La sosirea convoiului la Acra, un car blindat britanic a trecut peste o mină și a sărit în aer , cinci soldați britanici fiind uciși pe loc. Celălalt car blindat britanic a făcut imediat calea întoarsă spre Haifa, iar muncitorii de la Compania electrică , rămași singuri, neapărați, au fost omorâți. 
În memoria lor în zilele noastre strada care traversează Acra în lungime a fost numita Derekh Haarbaá, adică „Calea celor Patru” și în locul unde a avut loc incidentul se află o tablă memorială.
După planul comandamentului suprem al Haganá, trebuiau luptătorii evrei să blocheze Acra și s-o țină oarecum ostatică, ca o garanție pentru liniștea așezărilor evreiești care urmau să intre în componența viitorului Stat evreiesc din Palestina. Britanicii aveau încă unități militare în oraș, iar oamenii Haganei așteptau ieșirea lor pentru a asalta orașul și împrejurimile lui. Auzind despre succesul Operațiunii Ben Ami a forțelor evreiești, și asistând la sosirii în Acra a unui convoi de câteva mii de refugiați arabi din Haifa, luptătorii și civilii arabi din oraș au fost cuprinși de temeri. 
În aceste împrejurări, comandantul brigazii evreiești Carmeli, Moshe Carmel, a hotărât să atace Acra printr-un atac fulger, cu toate că primise o telegramă de la Statul major al Haganá, în care i se cerea să judece din nou oportunitatea unei asemenea acțiuni, dat fiind că avea la dispoziție un număr mic de combatanți. Atacul a început în noaptea 16 spre 17 mai 1948 cu trageri zgomotoase de obuze de 3 inch din mitraliere postate pe Dealul Tel Akko și dintr-un tun de tip „Davidka” ce fusese amplasat la est de oraș. Sub acoperirea acestora, două companii evreiești au atacat dinspre nord și una a  executat o operație de diversiune în sudul orașului.
Pentru a apăra localitatea, locuitorii arabi din Acra s-au organizat în miliții de apărare, neprimind vreun ajutor de la forțe arabe regulate ca de exemplu „Armata de Salvare a Palestinei”. Unitățile Hagana care au atacat dinspre nord s-au lovit de rezistență și au început lupte din casă în casă. Combatanții arabi s-au retras treptat spre clădirea Poliției, care se afla pe malul mării într-unul din forturile Tegart, ridicate de englezi.
Un proiectil de armă antitanc de tip PIAT, tras de evrei, a nimerit turnul clădirii poliției și a oprit focul de arme al arabilor din turn. Combatanții evrei au aruncat mai apoi în aer poarta clădirii și au pătruns înăuntru, dar locul era deja pustiu. Un număr de luptători arabi a fost capturat mai încolo, și au fost trimiși la comandamentul Brigăzii Carmeli în kibuțul Eyn Hamifratz. Moshe Carmeli a redactat un mesaj către locuitorii Acrei, tradus în arabă, și în care cerea capitularea necondiționată a orașului. Scrisoarea a fost transmisă la Acra printr-unul din prizonieri.  La 17 mai 1948 au sosit la citadela închisorii Acra un preot și alți doi arabi purtând un steag alb și au cerut să li se comunice condițiile de capitulare. Ei s-au întors apoi spre miezul nopții și au anunțat ca arabii acceptă să semneze acordul.  
La 18 mai 1948 dis de dimineață membrii primăriei orașului au semnat acordul de capitulare, au ordonat încetarea luptei și au deschis porțile orașului vechi.

### Akko - în cadrul Statului Israel
În cursul Războiului de independență a Israelului, două treimi din populația Acrei s-au refugiat în Liban și în unele sate din Galileea. Restul de o treime din locuitorii arabi au rămas în oraș la terminarea ostilităților în 1949. Nu erau în acel moment evrei în localitate.
După cum era obișnuit în acea epocă, casele abandonate au fost alocate israelienilor eliberați din serviciul militar și unor noi imigranți evrei. În sudul orașului, la poalele colinei Akko („muntele Napoleon”) a fost înființată o tabără mare de imigranți - tabăra Givat Napoleon. Locuitorilor arabi li s-a impus un regim de guvernământ militar. În cursul anilor 1950-1960 guvernul israelian a construit în jurul Orașului Vechi cartiere de blocuri pentru a adăposti pe noii imigranți și pe aceia care până atunci se aflau în tabăra de imigranți Givat Napoleon.
Începând din anii 1960-1970 majoritatea populației evreiești au părăsit casele arabe abandonate și s-au mutat în cartierele zidite în nordul orașului.
În anii 1980-1990 evreii au părăsit și blocurile-vagon construite în anii 1950, în locul lor intrând arabi din satele Galileei. În cartierul Wolfsohn, care fusese considerat cartier defavorizat, aproape că nu au mai rămas locuitori evrei.
În cursul celui de-al doilea Război din Liban din 2006 orașul a fost bombardat cu rachete lansate dinspre Liban. În aceste atacuri au fost uciși câțiva locuitori.În 2008 s-a înființat o grădină publică care comemorează numele victimelor.
Orașul are în prezent o componență etnică mixtă, în care se coexistă mai mult sau mai puțin armonios. În octombrie 2008 în timpul sărbătorii religioase evreiești de Yom Kipur au izbucnit în oraș tulburări violente între locuitori arabi și evrei, după ce un automobil condus de un arab a intrat în timpul postului într-un cartier populat în majoritate de evrei. De Yom Kipur evreilor le este interzisă conducerea de automobile și orice muncă. Locuitori ai cartierului au aruncat pietre asupra șoferului "intrus". Sistemul sonor de chemare la rugăciune al moscheilor din oraș a difuzat zvonul că arabi au fost atacați de către evrei și că s-au produs victime. Ca urmare tineri arabi au ieșit pe strada principală a Acrei și au început să spargă vitrinele magazinelor evreilor și să producă daune automobilelor parcate. Drept reacție, evrei au dat foc unor case arabe. Tulburările au durat câteva zile, încetând doar după eforturi de reducere la calm  din partea conducerii celor două comunități

## Orașul în zilele noastre

### Demografie

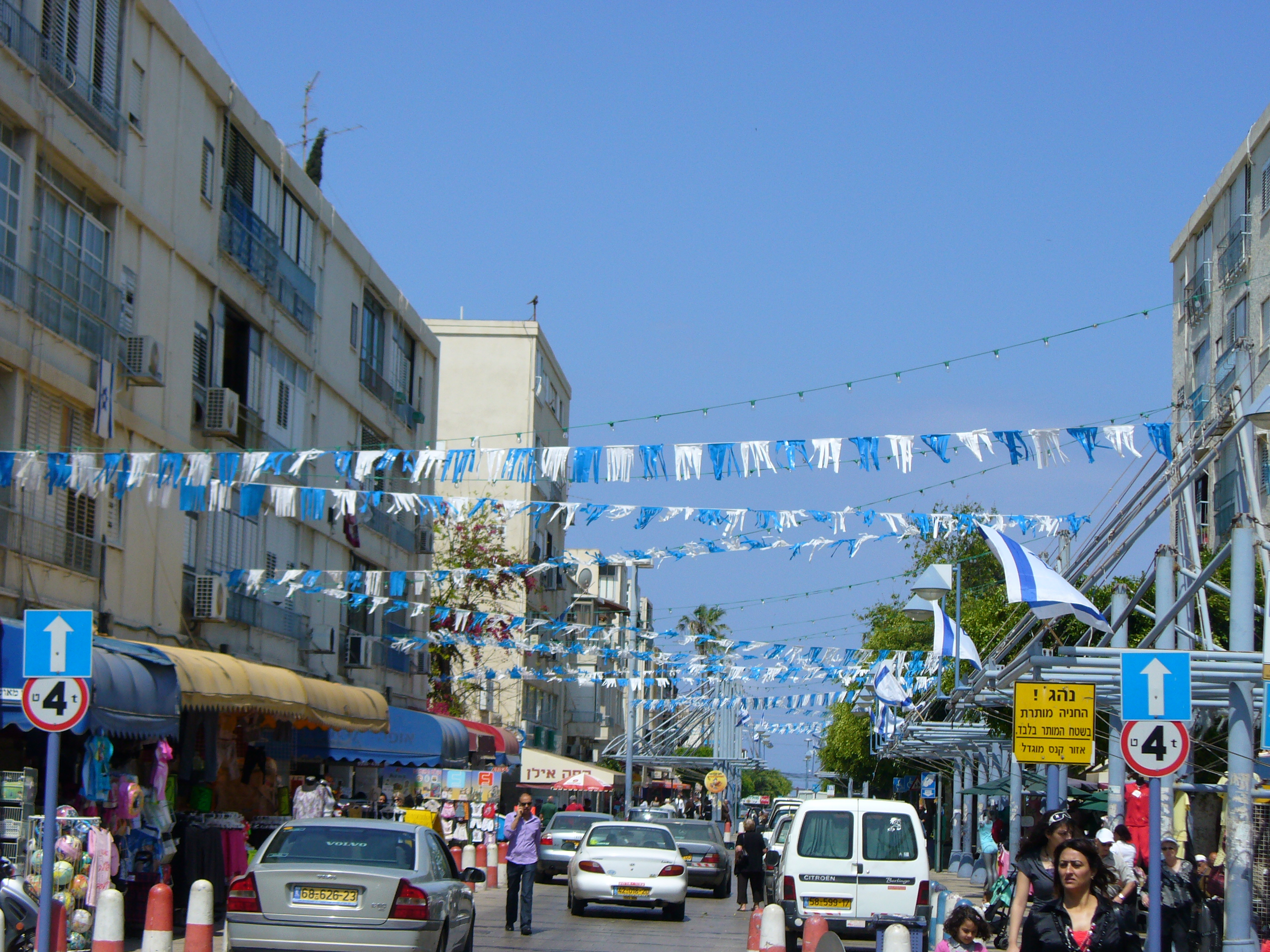
Zona pietonală Ben Ami, pavoazată de Ziua Independenței, 2009

Populația orașului cuprinde în prezent 67.1% evrei, 25.3% arabi musulmani, 2.4% arabi creștini, iar alte categorii însumează 5.2%.
Dezvoltarea demografică a orașului după 1922 

### Economia

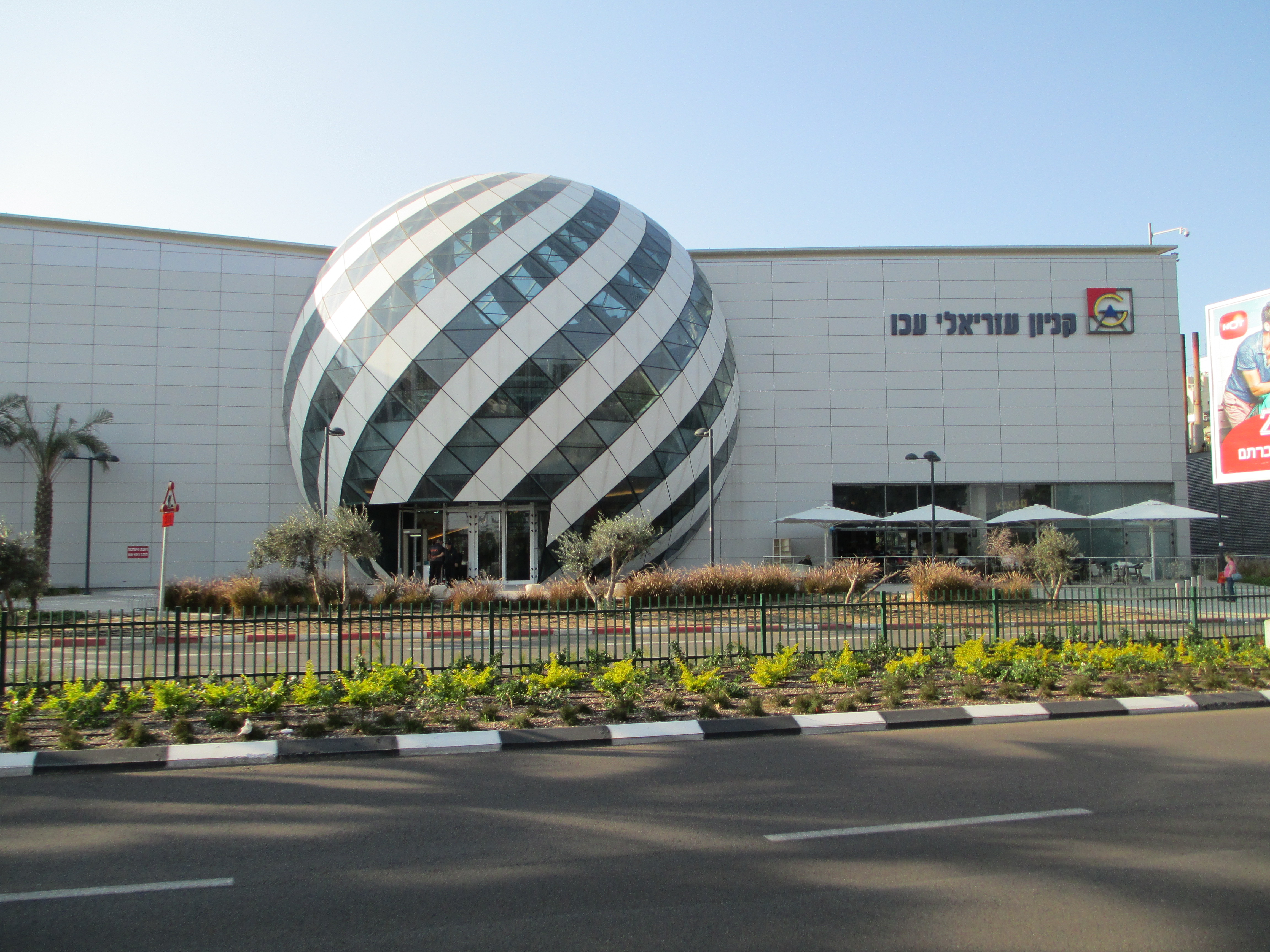
Mallul Azrieli la Acra

La începutul primului deceniu al secolulului al XXI-lea șomajul la Acra era de peste 10%, față de media pe țară de 6%, atingând 14.2% în 2004. În ianuarie 2009 șomajul a scăzut la 8.6%
Cauzele principale ale situației acestea sunt lipsa de locuri de muncă și dispariția unor locuri de muncă tradiționale, precum și închiderea (combinatul de otel Kiriyat Hapladá) și transferarea din regiune a unor întreprinderi cu mulți muncitori (uzina Phenicia - la moshavul Tzipori, compania Tambur - la Netanya). Fenomenul din urma a lovit nu numai în plasarea brațelor de muncă, ci și în veniturile primăriei din încasarea de taxe. 
Întreprinderi ca Rafael și Protrom au suportat procese de mecanizare cu reduceri de personal. Altele ca Tzinorot Hamizrah Hatihon („Țevile Orientului Mijlociu”) și Tambur s-au lovit de concurența unor articole de import și au procedat și ele la reducerea amplorii producției și la micșorări în numărul angajaților.  
În trecut Acra a servit drept loc de centru comercial și de afaceri și loc de târg central pentru toată Galileea de vest. În prezent locul ei a fost luat de Haifa , Nahariya și Karmiel, și chiar de centre comerciale locale la Regba, Eyn Hamifratz și Kfar Yassif. A contribuit la aceasta dezvoltarea transportului interurban și accesibilitatea comercializării în afara orașului. Viata portului a lâncezit din cauza concurenței portului Haifa.
În trecut centru turistic, Acra nu mai atrage mulți turiști și majoritatea nu rămân peste noapte în localitate. Chiar si pelerinii bahaiști preferă să înnopteze la Haifa. Lacul Nahal Naaman din sudul orașului s-a poluat. Orașul este, în plus, lipsit de locuri de divertisment în orele de seară, și toate obiectivele comerciale se închid devreme la înserare.
Oamenii bine situați cu putere de cumpărare au părăsit orașul pentru Nahariya, Gush Seggev, și alte așezări, iar în locul lor s-a stabilit populația mai săracă, având drept consecință scăderea veniturilor primăriei din impozite și scăderea puterii de cumpărare a locuitorilor. 
Guvernele nu au dezvoltat la Acra locuri de muncă, preferând să investească mai mult la Karmiel și în zone industriale mai îndepărtate ca Tziporit.
Spre deosebire de orașe ca Nahariya, orașul nu a avut parte nici de contribuția unor întreprinzători locali. Încercări de a ameliora situația, ca de exemplu includerea orașului în planul Ofek și acordarea în 2006 a statutului de zonă de prioritate națională și zona de dezvoltare, nu au dat până cum rezultate mulțumitoare.
A fost creat cartierul Neot Yam și au fost comercializate terenuri de construcție ieftine pentru personalul militar, de asemenea în anii 2005-2009 au fost înființate 36 întreprinderi noi. În 2006 Concernul Delek imobiliar a cumpărat mallul Akko și a contribuit la dezvoltarea acestuia. De asemenea s-a planificat dezvoltarea unei zone comerciale în zona Clubmarket din zona bazarului municipal și pe locul fostei întreprinderi Tambur.
În 2011 s-a deschis mallul Azrieli.

### Transporturile

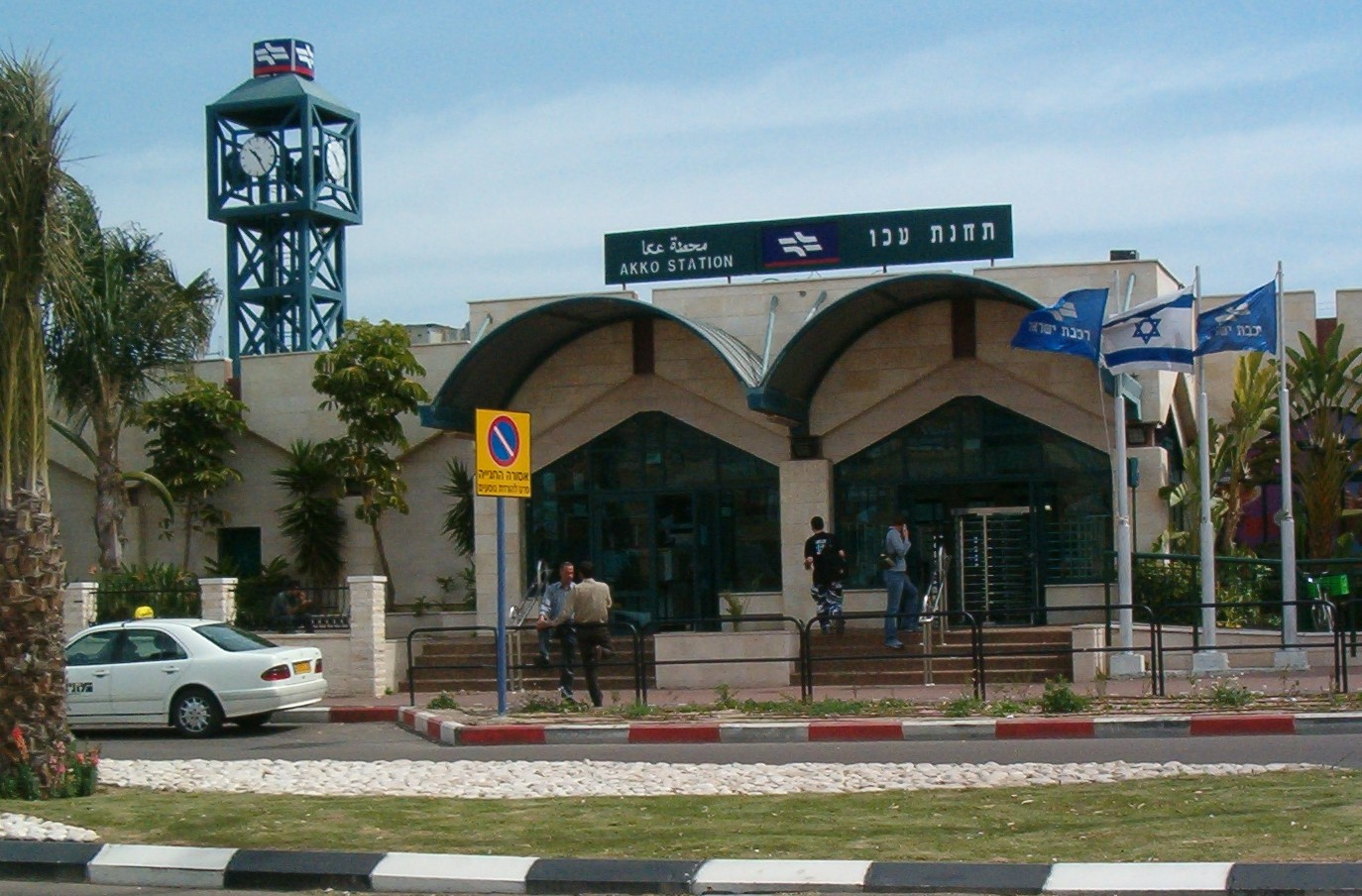
Gara Acra

Acra se află la răscrucea șoselelor naționale 4 și 85. În trecut șoseaua 4 lega orașul de la nord la sud, dar în prezent ea trece pe un traseu care ocolește orașul la răsărit. Vechiul traseul al șoselei 4 este însemnat în prezent ca șoseaua locală 8510. Șoseaua 85, cunoscută ca „șoseaua Acra -Tzfat” și ca strada Ben Ami, duce spre joncțiunea Amiad și leagă Acra de Karmiel, Tzfat și de așezările din valea Beit Hakerem.
Încă în vremea coloniștilor germani "templieri" din secolul al XIX-lea au funcționat aici servicii de diligențetrase de cai care legau Haifa de Acra
Orașul este în prezent deservit de o rețea de transport public care cuprinde trenuri, autobuze, și taxi-uri. Gara Acra se afla pe linia litoralului și opresc în ea toate trenurile care duc de la Nahariya la Haifa, și mai departe spre Tel Aviv, Beer Sheva și Modiyin. Autogara centrală se află vis a vis de gară, și este punctul de plecare al liniilor de autobuze „Egged” spre nordul țării.  
Taxiurile de servici ale companiei Kavey Hagalil leaga Acra de Nahariya si de Haifa. Linii de taxi suplimentare leagă orașul de Karmiel, de localitățile arabe Abu Snan, Djadeida-Makhr și Kfar Yassif și deservesc și puncte din oraș. 
Există și un serviciu de taxi care transportă pasageri de la casele lor la aeroportul Ben Gurion. De asemenea exista mai multe statii de „taxiuri speciale” cu preț ridicat.

### Învățământul

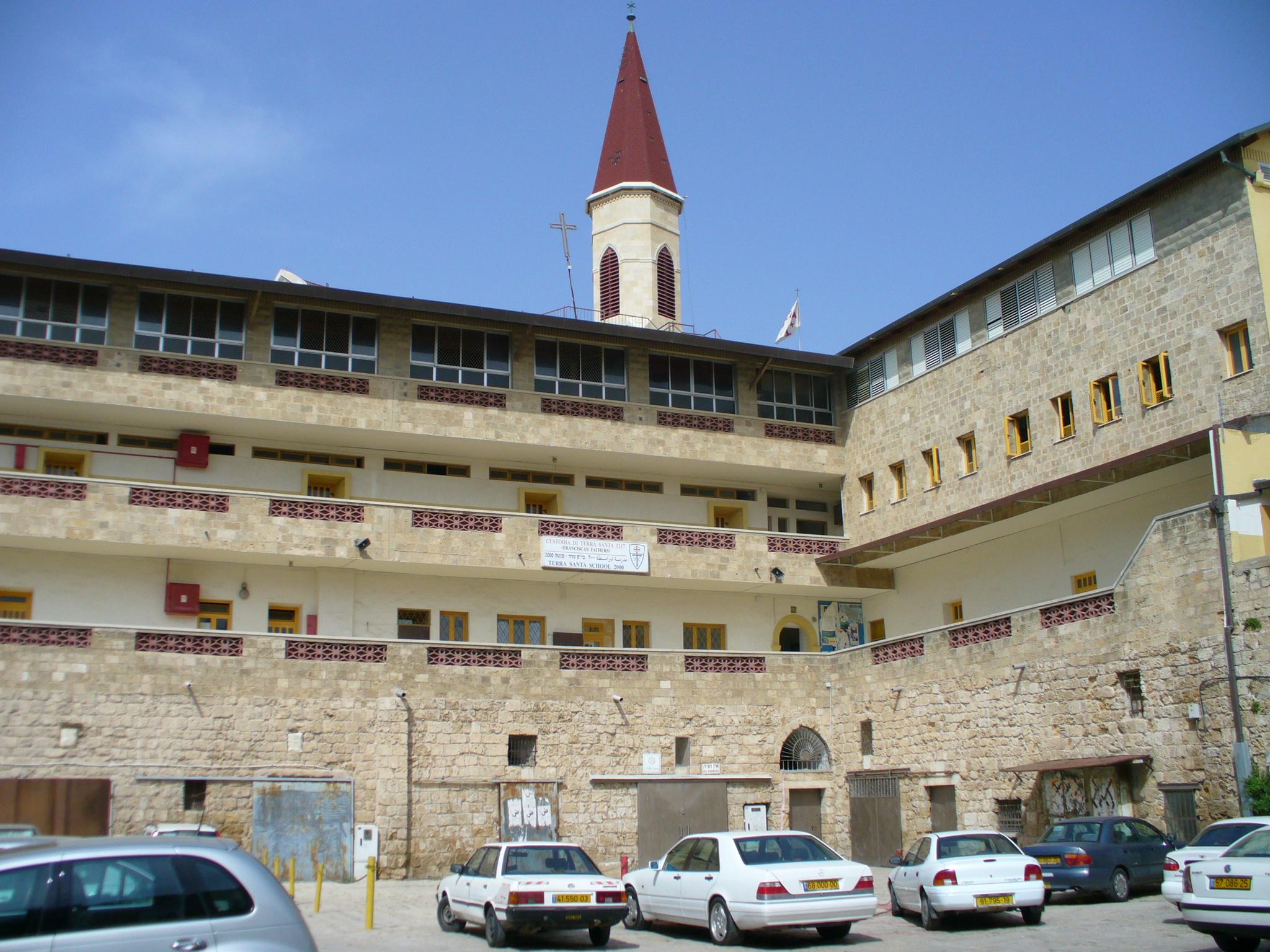
Școala franciscană „Terra Santa” în clădirea Khan al-Frandj

În oraș funcționează câteva instituții de învățamânt marcante:
- Colegiul academic al Galileei de vest,în nord-estul Acrei, lângă asezarea Bustan Hagalil, care pregătește pentru licență din partea Universității Bar Ilan, are 3300 studenți, are și cursuri preacademice și pentru trecerea examenului de bacalaureat (maturitate) post liceal.
- Școala de ofițeri navali, liceală și post liceală, cu 450 elevi
- Institutul de navigație maritimă - pentru pregătirea de ofițeri ai flotei comerciale, întemeiat în anul 1971
- Conservatoriul orășenesc, creat în 1959, cu 700 elevi, având cinci orchestre de instrumente de suflat, două orchestre de coarde, un cor orăsenesc și un ansamblu de muzica ușoara și jazz
- Yeshiva Ruah Tzfonit, înființată în anul 2003 , cu curriculum civil și militar, având 200 elevi
- Școala franciscană Terra Santa

### Evenimente culturale
- Festivalul Akko al Teatrului israelian alternativ - înființat în 1980 de către actorul și regizorul Oded Kotler, are loc anual, și cuprinde un concurs de teatru alternativ, spectacole de teatru „fringe”, teatru de stradă, ateliere, proiecte artistice diverse, având loc în Orașul Vechi Acra

### Alte instituții
La Acra funcționează un tribunal de pace, un tribunal islamic de sharia, un tribunal religios druz, din 1988 și curtea religioasă de apel a comunității druze. Exista trei cimitire - evreiesc (lângă răscrucea Yassif), musulman (lângă Școala de ofițeri navali) și creștin (lângă răscrucea Tel Akko).
De asemenea funcționează în oraș Asociația Akko de dezvoltare comunitară al cărei obiectiv este lărgirea cooperării între locuitorii orașului de toate originile și convingerile.
La nord de Acra, pe o suprafață de 15 hectare pe litoral, se află Centrul Medical de Sănătate Mintală Mazra, centru psihiatric înființat în anul 1954.